# Luo Xi (Synchronschwimmerin, 1987)
Luo Xi (chinesisch 羅茜 / 罗茜, Pinyin Luó Xī; * 15. Dezember 1987 in Wuhan) ist eine ehemalige chinesische Synchronschwimmerin.

## Erfolge
Luo Xi gab 2008 in Peking ihr Debüt bei Olympischen Spielen. Sowohl im technischen als auch im freien Programm erzielten die Chinesinnen das drittbeste Resultat hinter den späteren Olympiasiegerinnen aus Russland und der spanischen Équipe, womit Luo gemeinsam mit Gu Beibei, Jiang Tingting, Jiang Wenwen, Liu Ou, Sun Qiuting, Wang Na, Zhang Xiaohuan und Huang Xuechen die Bronzemedaille gewann. Bei den Weltmeisterschaften 2009 in Rom gewann sie mit der Mannschaft in der Kombination die Silbermedaille hinter Spanien. Im technischen und auch im freien Programm belegten die Chinesinnen jeweils hinter Russland und Spanien den dritten Platz. Die Asienspiele 2010 in Guangzhou verliefen für Luo ebenfalls sehr erfolgreich. Im Mannschaftswettkampf siegten die Chinesinnen vor Japan und Nordkorea, womit sie die Goldmedaille gewannen. Darüber hinaus sicherten sie sich auch in der Kombination die Goldmedaille.
Gleich drei Medaillen gewann Luo im Rahmen der Weltmeisterschaften 2011 in Shanghai. In der Kombination, im technischen Programm und im freien Programm schlossen die Chinesinnen den Wettbewerb hinter Russland als Zweite ab und gewannen jeweils die Silbermedaille. Bei den Olympischen Spielen 2012 in London trat Luo ein weiteres Mal im Mannschaftswettbewerb an. In diesem erzielte sie zusammen mit Chang Si, Chen Xiaojun, Huang Xuechen, Jiang Tingting, Jiang Wenwen, Liu Ou, Wu Yiwen und Sun Wenyan sowohl in der technischen Übung als auch in der Kür jeweils das zweitbeste Resultat, womit die Chinesinnen auch die Gesamtwertung mit 194,010 Punkten als Zweite abschlossen und hinter den Olympiasiegerinnen aus Russland die Silbermedaillen gewannen. Auf dem dritten Podestplatz folgte die spanische Mannschaft.
Liu beendete 2012 ihre aktive Karriere. Ein Jahr darauf heiratete sie den ehemaligen Wasserspringer Hu Jia, der bei den Olympischen Spielen 2000 und 2004 insgesamt drei Medaillen gewann. Das Paar hat einen Sohn (* 2015).